# Organización Europea para la Calidad
La Organización Europea para la Calidad (en inglés, European Organization for Quality EOQ ) fue  fundada en 1956 como una asociación sin ánimo de lucro bajo la ley belga, con el objetivo de promover el desarrollo y la gestión de la Calidad en su sentido más amplio en Europa. El objetivo es el progreso europeo,  en Europa de las personas y la sociedad en su conjunto.
Bajo esta misión de mejorar la sociedad europea a través de la promoción de la Calidad, en el sentido más extenso del término, facilitando redes de trabajo, profesionales cualificados, organizaciones evolucionadas, la EOQ trata de alcanzar su visión: ser el promotor de la calidad en Europa. Como red que une a las diferentes organizaciones miembro, la EOQ está en contacto directo con empresas y expertos con conocimientos en el campo de la calidad, seguridad y salud laboral, así como la gestión ambiental y la Responsabilidad Social Empresarial.

## Actividades más destacadas de la EOQ
- Organización de un congreso anual desde 1956
- Certificación de personas en diversos ámbitos como son la calidad, el medio ambiente.
- Emisión y registro de los certificados de competencia profesional
- Promoción de la Semana Europea de la Calidad, organizada desde 1995.
- La concesión anual del Premio “European Quality Leader” desde 2003
- Gestión del Sistema del Registro Voluntario Europeo (EVROS) una base de datos sobre información relacionada con organizaciones y profesionales de la calidad desde 2007.
- Organización del “Business Leaders’ Club” desde 2004.
- Organización de Summer Camps desde 2001
- Implicada de forma activa en el trabajo en el trabajo de las organizaciones tanto europeas como internacionales en el desarrollo y promoción de la calidad, protección medioambiental, seguridad y salud laboral, innovación y transformación, sostenibilidad y responsabilidad social empresarial
- Asociación con otros organismos o entidades afines (EA, IAF)